# شورای مهندسان بریتانیا
شورای مهندسان (به انگلیسی: Engineering Council) بریتانیا یک مرجع صلاحیتدار نظارت کننده است که وظیفهٔ آن ثبت مهندسان و تکنسین‌های رسمی و دادن مشاوره به دانشجویان، مهندسان ، کارفرمایان و نهادهای آکادمیک است و مسئول مجوز دادن به برنامه‌های تحصیلی و تعلیمی و اعطای این مسئولیت به نهادهای مجاز است.